# کروتونیل-کوآ
کروتونیل-کوآ (به انگلیسی: Crotonyl-CoA) با فرمول شیمیایی C۲۵H۴۰N۷O۱۷P۳S یک ترکیب شیمیایی با شناسه پاب‌کم ۵۹۲ است. که جرم مولی آن ۸۳۵٫۶۰۹ g/mol می‌باشد. 